# Stazione di Marcellinara
La stazione di Marcellinara è una stazione ferroviaria posta sulla linea Lamezia Terme-Catanzaro Lido, al servizio del comune di Marcellinara. Allo stato attuale i treni che attraversano la linea non effettuano questa fermata.
La stazione non è elettrificata e pertanto è servita da treni ad alimentazione diesel.